# مسجد كامبونج بانج دالام
مسجد كامبونج بانج دالام يقع المسجد في منطقة كامبونج بانج دالام، والتي تبعد حوالي ثلاثين كيلومتر من بيكان توتونج في بروناي، تم البدء في بناء المسجد في عام 1988، على موقع أرض مساحتها 0،734 فدان، وتم الانتهاء من البناء بحلول نهاية عام 1989، بني المسجد من تبرعات الجمهور، وقد استخدمت المسجد لأول مرة في شهر مارس ن عام 1990، ويمكن للمسجد أن يستوعب ما مجموعه 80 مصلي في وقت واحد.